# Botyodes
Botyodes là một chi bướm đêm thuộc họ Crambidae.

## Các loài
- Botyodes asialis Guenée, 1854
- Botyodes diniasalis Walker, 1859